# Macrosemius
Macrosemius is een geslacht van uitgestorven straalvinnige beenvissen, dat leefde in het Boven-Jura (Kimmeridgien - Titonien, ongeveer 155 - 145 miljoen jaar geleden). Fossiele overblijfselen zijn gevonden in Europa.

## Beschrijving
Deze vis was klein tot middelgroot en niet groter dan 20 centimeter. Het lichaam was nogal langwerpig en de kop en oogkassen waren relatief groot, terwijl de langwerpige snuit eindigde in een kleine mond. Macrosemius werd gekenmerkt door een zeer brede en zeer langwerpige rugvin, met een basis die liep van het begin van de rug tot aan de staartvin. De laatste was niet gevorkt en zag eruit als een soort smalle waaier, met een afgeronde rand. De anaalvin was afgerond, terwijl de buikvinnen klein waren en de borstvinnen iets breder. Macrosemius was bedeeld met talrijke kleine ruitvormige schubben, die bijna het hele lichaam bedekten, met uitzondering van het deel direct onder de zeer lange rugvin. Macrosemius rostratus had een langere (met 37-39 stralen) en hogere rugvin dan de iets oudere soort M. fourneti (34-35 rugvinstralen, breder in de rug).

## Classificatie
Macrosemius werd voor het eerst beschreven in 1843 door Louis Agassiz in zijn werk Recherches Sur Les Poissons Fossiles. De typesoort Macrosemius rostratus is bekend dankzij de talrijke fossielen die zijn gevonden in het Solnhofener kalksteen en andere afzettingen van het Boven-Jura (Titonien) van Beieren (Duitsland). Andere soorten zijn vervolgens toegeschreven aan dit geslacht, zoals M. fourneti en M. dumortieri (misschien soortgenoten en oorspronkelijk toegeschreven aan het geslacht Disticholepis) afkomstig van het Kimmeridgien van Cerin (Frankrijk). De soorten M. pectoralis van het Titonien van Savonnières-en-Perthois (Frankrijk) en M. andrewsi van de Berriasiano van Teffont (Engeland) werden later toegeschreven aan het geslacht Enchelyolepis.
Naar Macrosemius zijn de macrosemiïden vernoemd, een groep vissen met een aantal unieke kenmerken in de schedel. In het bijzonder lijkt Macrosemius een afgeleide macrosemiïde te zijn, met enkele kenmerken die hem dichter bij de oudere Legnonotus brengen (bijvoorbeeld de lange rugvin en het eronder liggende gebied zonder schubben) en waarschijnlijk afkomstig van een vorm die lijkt op Palaeomacrosemius (Ebert et al., 2016).

## Paleobiologie
Zoals alle macrosemiïden was Macrosemius ook een kleine bewoner van kliffen en lagunes met kalm, ondiep water. Het voedde zich waarschijnlijk met kleine dieren en algen.

## Fossielengalerij

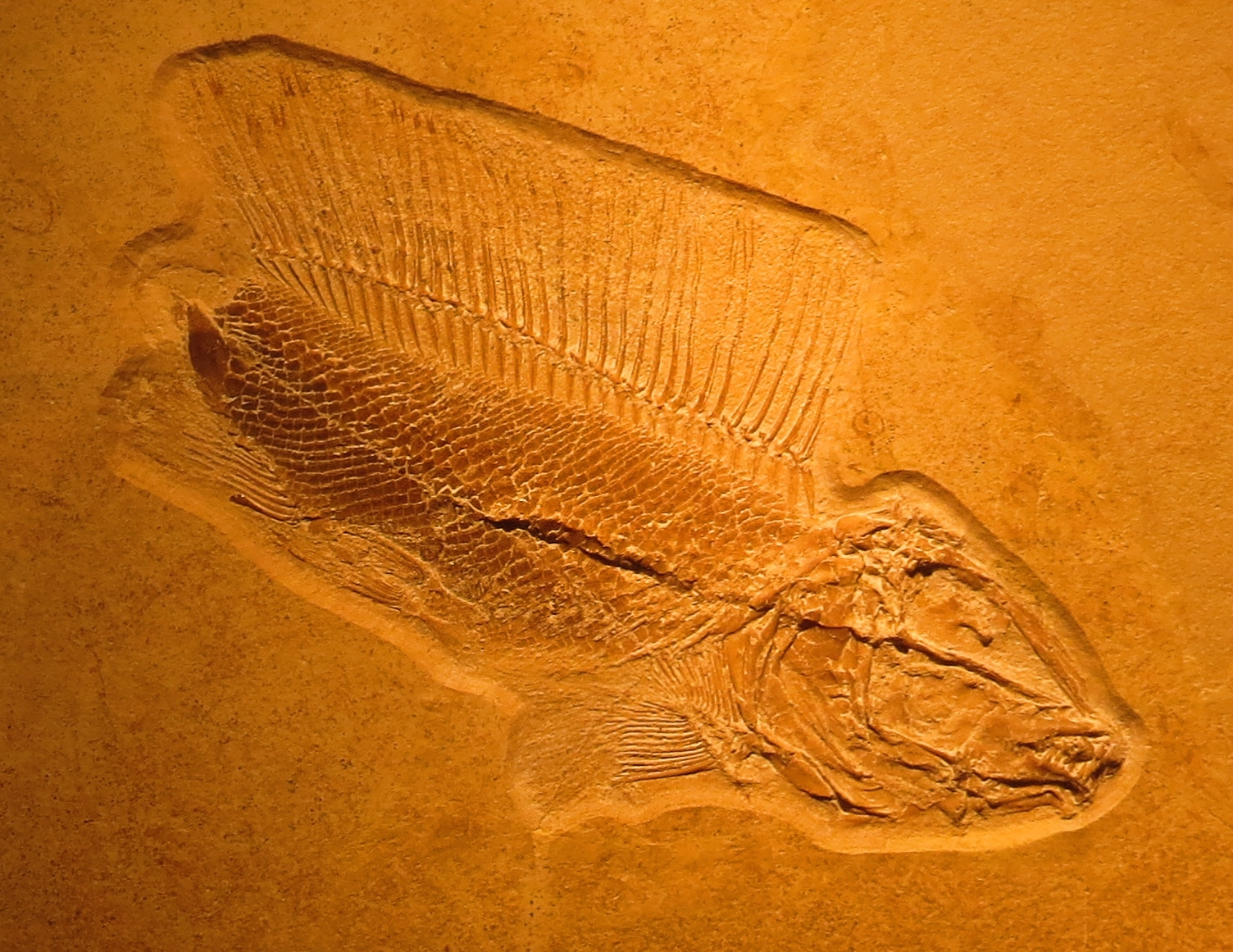
Macrosemius
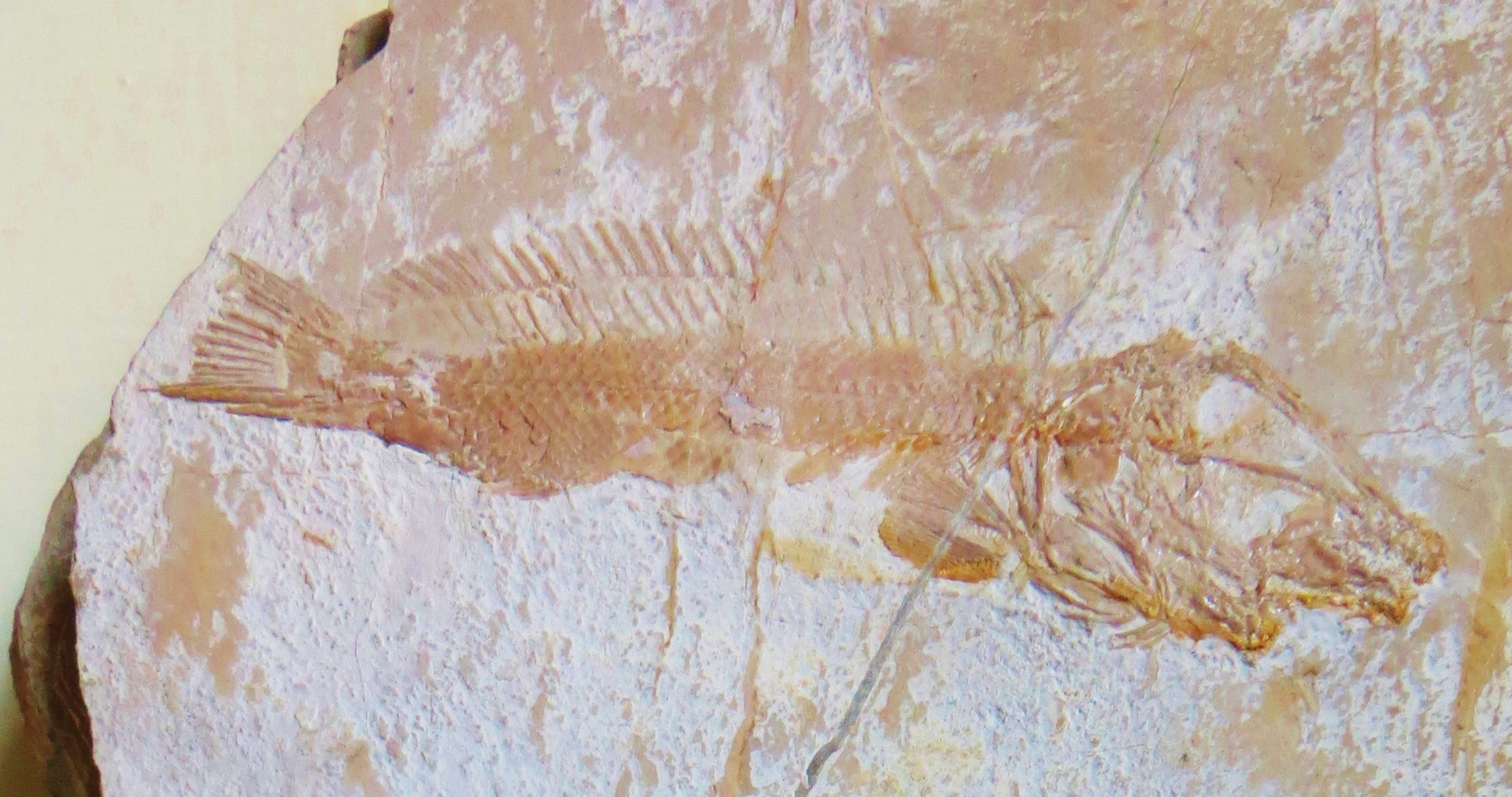
Macrosemius dumortieri
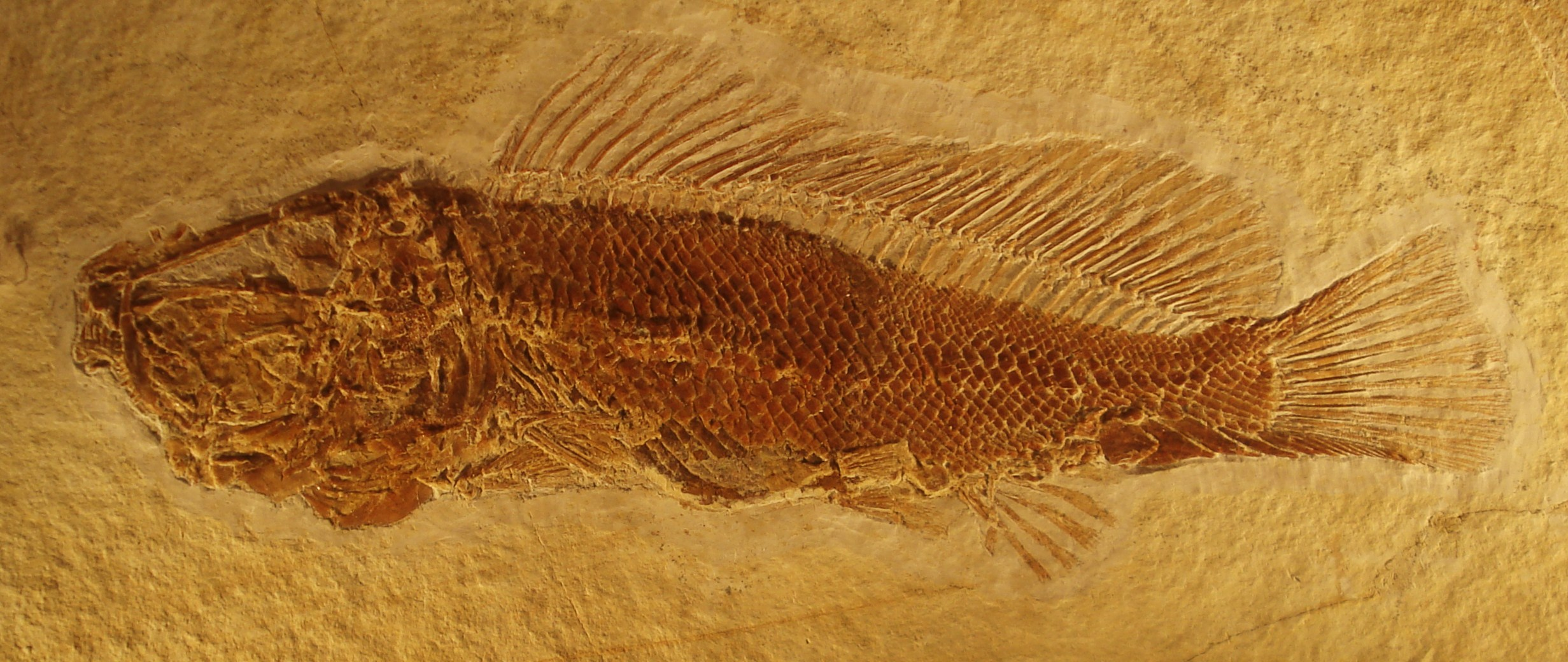
Macrosemius
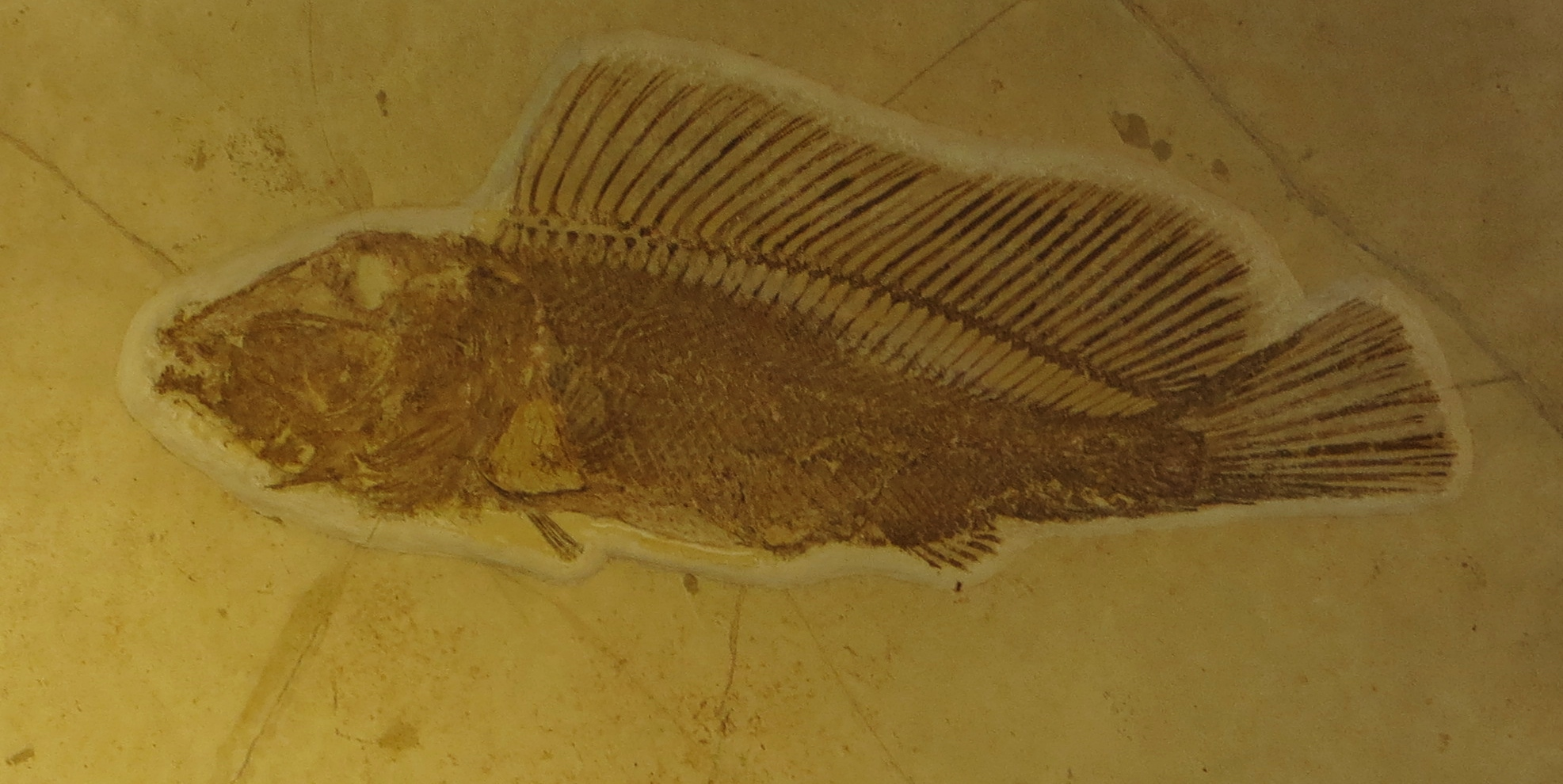
Macrosemius rostratus
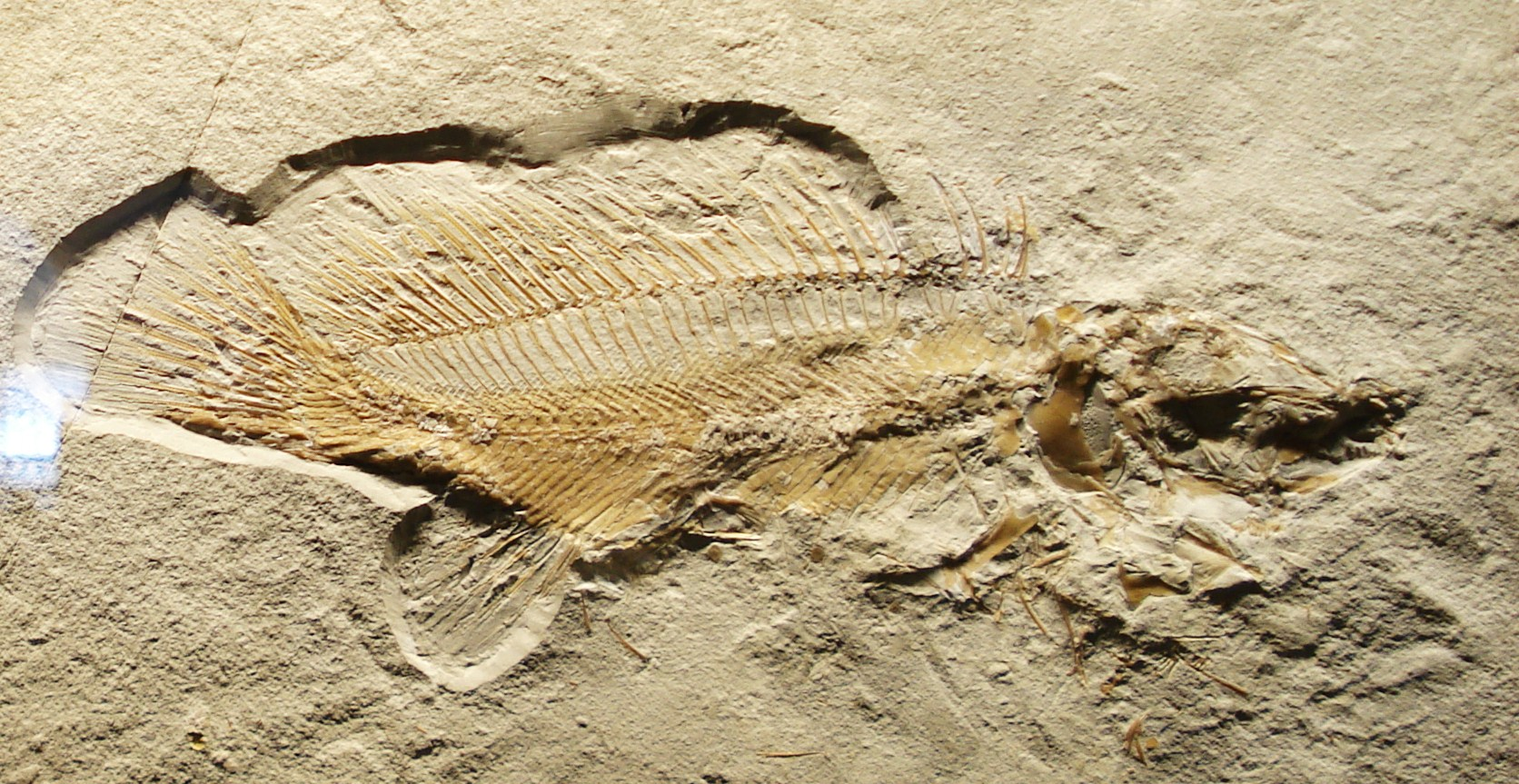
Macrosemius rostratus
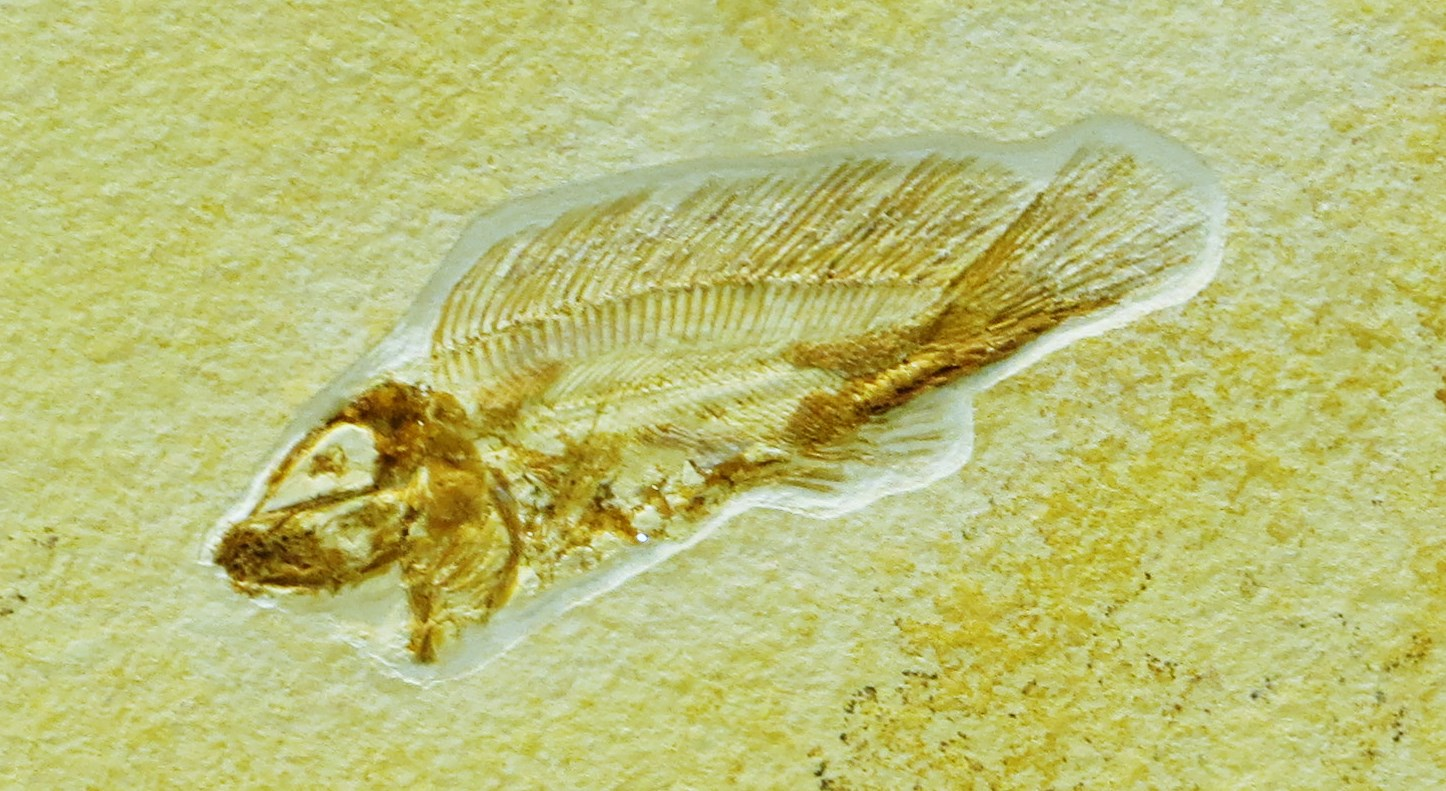
Macrosemius rostratus